# Protonpump
En protonpump är en integrerad membranproteinpump som bygger upp en protongradient över en biologisk membran. Protonpumpar katalyserar följande reaktion:
H+[på ena sidan av en biologisk membran] + energi  =>  H+[på den andra sidan av membranet]
Mekanismerna är baserade på energiinducerade konformationsändringar i proteinstrukturen eller på Q-cykeln.
Under evolutionens gång har protonpumpar uppstått oberoende av varandra vid flera tillfällen. Därför kan man inte bara hitta olika protonpumpar i naturen, utan även inom enskilda celler, som är evolutionärt obesläktade. Protonpumpar delas in i olika huvudklasser beroende på vilken energikälla de använder, deras polypeptidsammansättning och evolutionära ursprung.

## Funktion
Transporten av den positivt laddade protonen är vanligtvis elektrogen, det vill säga att den skapar ett elektriskt fält över membranet, även kallat membranpotential. Protontransport blir elektrogen om den inte elektriskt neutraliseras genom transport av antingen en motsvarande negativ laddning i samma riktning eller en motsvarande positiv laddning i motsatt riktning. Ett exempel på en protonpump som inte är elektrogen är proton-/kaliumpumpen i magslemhinnan, som katalyserar ett balanserat utbyte av protoner och kaliumjoner.
Den kombinerade transmembrana gradienten av protoner och laddningar som skapas av protonpumpar kallas en elektrokemisk gradient. En elektrokemisk gradient representerar en energilagring (potentiell energi) som kan användas för att driva en mängd biologiska processer, såsom ATP-syntes, näringsupptag och bildning av aktionspotentialer.
Vid cellandning använder protonpumpen energi för att transportera protoner från matrix i mitokondrien till det intermembrana utrymmet. Det är en aktiv pump som genererar en protongradient över det inre mitokondriemembranet, eftersom det finns fler protoner utanför matrix än inuti. Skillnaden i pH och elektrisk laddning (utan att ta hänsyn till skillnader i buffertsystem) skapar en elektrokemisk potential som fungerar likt ett batteri eller en energilagringsenhet för cellen.
Processen kan också ses som analog med att cykla uppför en backe eller ladda ett batteri för senare användning, eftersom den producerar potentiell energi. Protonpumpen skapar inte energi, men bildar en gradient som lagrar energi för framtida användning.

## Mångfald
Den energi som krävs för protonpumpsreaktionen kan komma från ljus (ljusenergi; bakterierodopsin), elektronöverföring (elektrisk energi; elektrontransportkomplexen I, III och IV) eller energirika metaboliter (kemisk energi) såsom pyrofosfat (PPi; protonpumpspyrofosfatas) eller adenosintrifosfat (ATP; proton-ATPaser).